# Méthacrylate

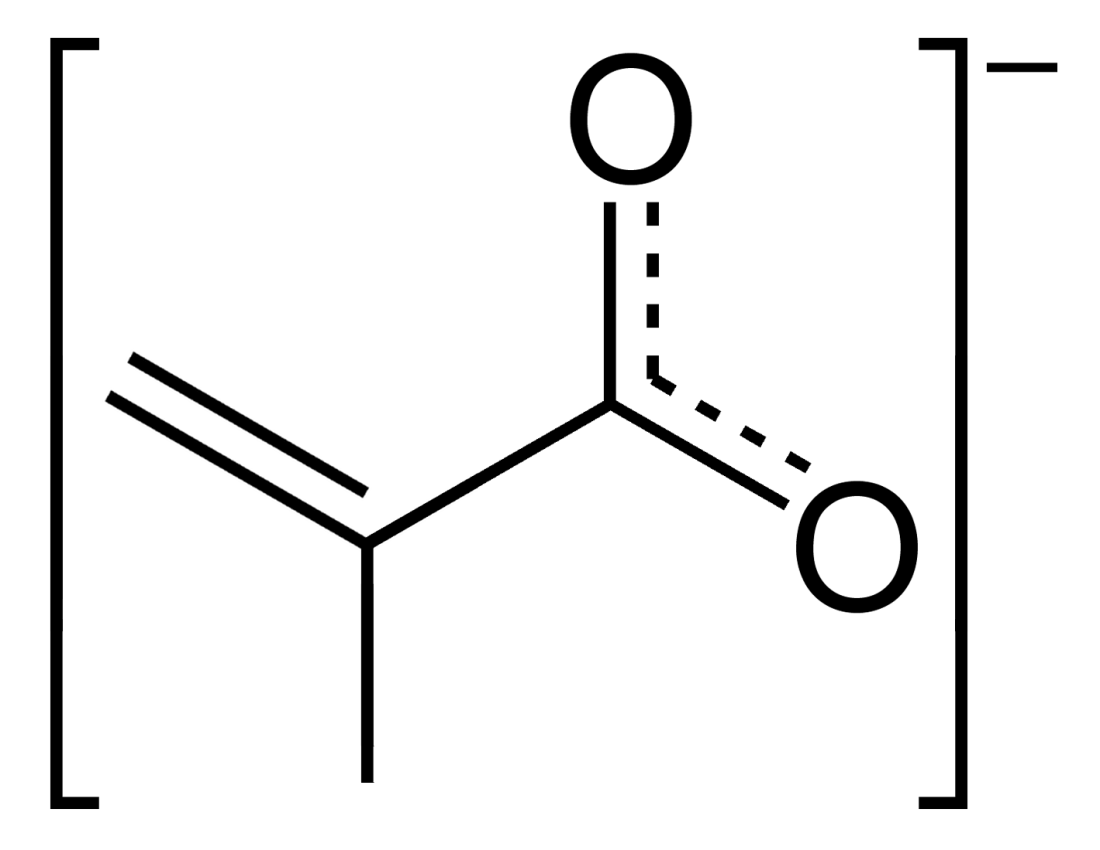
Ion méthacrylate

L'ion méthacrylate (CH2=C(CH3)COO−) est la base conjuguée de l'acide méthacrylique.
Ce couple a un pKa de 4,7.
On appelle aussi méthacrylates les dérivés de cet anion, c'est-à-dire les sels de l'acide méthacrylique et ses esters, comme le méthacrylate de méthyle. Les méthacrylates font partie du groupe des vinyles.
Les méthacrylates sont des monomères pouvant former des polymères organiques, les polyméthacrylates comme le polyméthacrylate de méthyle (PMMA).